# أندي ريتشي (لاعب كرة قدم)
أندي ريتشي (بالإنجليزية: Andy Ritchie)‏ هو لاعب كرة قدم ومدرب كرة قدم بريطاني في مركز الوسط، ولد في 28 نوفمبر 1960 في مانشستر في المملكة المتحدة. شارك مع منتخب إنجلترا تحت 21 سنة لكرة القدم. أما مع النوادي، فقد لعب مع أولدهام أثلتيك وبرايتون أند هوف ألبيون وليدز يونايتد ومانشستر يونايتد ونادي سكاربورو.

## وصلات خارجية
- أندي ريتشي (لاعب كرة قدم) على موقع قاعدة بيانات كرة القدم.إي يو (الإنجليزية)
- أندي ريتشي (لاعب كرة قدم) على موقع Soccerbase.com (لاعب) (الإنجليزية)
- أندي ريتشي (لاعب كرة قدم) على موقع Soccerbase.com (مدرب) (الإنجليزية)
- أندي ريتشي (لاعب كرة قدم) على موقع عالم كرة القدم.نت (الإنجليزية)